# Chihayafuru - Il gioco di Chihaya
Chihayafuru - Il gioco di Chihaya (ちはやふる?, Chihayafuru) è un manga josei scritto e disegnato da Yuki Suetsugu, pubblicato in Giappone sulla rivista Be Love di Kōdansha, dal dicembre 2007 all'agosto 2022. L'opera ha vinto la seconda edizione del Manga Taishō nel 2009, nonché il 35º Kodansha Manga Award nel 2011, e ha contribuito a incrementare la popolarità del karuta competitivo in Giappone.
Dal manga è stata tratta una serie televisiva anime, prodotta da Madhouse e andata in onda in Giappone su NTV e ytv per tre stagioni: la prima dal 4 ottobre 2011 al 27 marzo 2012, la seconda dall'11 gennaio al 28 giugno 2013 e la terza dal 22 ottobre 2019 al 24 marzo 2020.
Tra settembre 2012 e dicembre 2013 è stata pubblicata da Kōdansha la light novel Chihayafuru: Chūgakusei-hen, mentre tra il 2016 e 2018 è stata distribuita nei cinema nipponici una trilogia di film live action: Chihayafuru: Kami no ku il 19 marzo 2016, Chihayafuru: Shimo no ku il 29 aprile 2016 e Chihayafuru: Musubi il 17 marzo 2018. Una webserie di cinque episodi dal titolo Chihayafuru: Tsunagu è stata pubblicata nel 2018 su Hulu Japan.

## Trama
Chihaya Ayase è una ragazza che sembra disposta a tutto per supportare la carriera di modella della sorella. Ma quando conosce Arata Wataya, talentuoso giocatore di karuta, inizia ad appassionarsi al gioco e a trovare la sua strada e il suo nuovo obiettivo: diventare la migliore giocatrice di karuta in Giappone. Giunta alle superiori, Chihaya fonda un club di karuta con l'aiuto del suo amico d'infanzia, Taichi Mashima, cercando nuovi membri e continuando il percorso per arrivare alla vetta.

## Personaggi

La protagonista, Chihaya Ayase

Chihaya Ayase (綾瀬 千早?, Ayase Chihaya)
Doppiata da: Asami Setō
Ha iniziato a giocare a karuta alle elementari, dopo aver conosciuto Arata. È dotata di un ottimo udito e di rapidi riflessi. È una ragazza molto bella, anche se molti la considerano una "bellezza sprecata" perché vista come una ragazza strana e maschiaccio. Alle superiori ha fondato un club di karuta con l'amico Taichi, sia per trovare nuovi appassionati del gioco, sia perché convinta che un giorno possa rivedere Arata. Il suo sogno è di diventare la "Regina" (titolo conferito alla migliore giocatrice del Giappone) del karuta. Sembra provare qualcosa per Arata (anche se non è chiaro se sia amore o ammirazione) mentre non si accorge dei sentimenti che Taichi prova per lei.
Taichi Mashima (真島 太一?, Mashima Taichi)
Doppiato da: Mamoru Miyano e Ayahi Takagaki (da bambino)
Amico d'infanzia di Chihaya. Un ragazzo molto carino, abile nello studio e negli sport; gentile e popolare fra le ragazze. Ha una madre severa, che lo ha sempre convinto a impegnarsi in attività dove può vincere e primeggiare. È innamorato di Chihaya e prova molta gelosia nei confronti dei ragazzi che si avvicinano a lei, in particolar modo verso Arata, suo amico e rivale nel karuta. Inizialmente non nutre più molto interesse verso questo sport (praticato a lungo quando era bambino), ma dopo aver deciso di aiutare Chihaya a fondare un club di karuta nella scuola, ne riscopre la passione e ricomincia a giocare. Ha una buona memoria e capacità analitiche quando gioca.
Arata Wataya (綿谷 新?, Wataya Arata)
Doppiato da: Yoshimasa Hosoya e Yuka Terasaki (da bambino)
Si trasferisce nella scuola elementare di Chihaya e Taichi, dove fa fatica a integrarsi per via del suo dialetto del Fukui e per la sua passione per il karuta. Sarà proprio lui a ispirare Chihaya a giocare a karuta, evento che segna anche la sua amicizia con lei e Taichi. Al termine delle elementari farà però ritorno nel Fukui, per prendersi cura di suo nonno. È da lui, Meijin (titolo conferito al più forte giocatore del Giappone), che ha appreso il karuta e la nascita della sua passione. Il suo sogno è di seguire le sue orme, diventando anch'egli Meijin. A seguito della morte del nonno, avvenuta mentre partecipava a un torneo di karuta per raggiungere la classe A, decide di smettere di giocare; riprenderà successivamente dopo aver rincontrato Taichi e Chihaya, alla quale in seguito dichiarerà il suo amore.
Kanade Ōe (大江 奏?, Ōe Kanade)
Doppiata da: Ai Kayano
Una ragazza tranquilla, amante della letteratura classica e figlia di gestori di un negozio di kimono e abiti classici giapponesi, altra sua passione. Si unisce al club a condizione che nei tornei i membri indossassero l'hakama, come facevano i nobili di un tempo. Nel giocare a karuta Kanade non si concentra solo sul gioco ma anche sul significato e la storia dietro alle poesie.
Yūsei Nishida (西田 優征?, Nishida Yūsei)
Doppiato da: Tōru Nara
Spesso chiamato Nikuman-kun da Chihaya per via del suo aspetto corpulento e il suo appetito per i nikuman. Un tempo era un forte giocatore di karuta ma fu sconfitto da Arata in un torneo alle elementari. Per questo motivo abbandonò il karuta, per giocare a tennis. Grazie a Chihaya ricorderà la passione per il karuta e si unirà al club.
Tsutomu Komano (駒野 勉?, Komano Tsutomu)
Doppiato da: Tsubasa Yonaga
Compagno di classe di Chihaya, molto intelligente. Inizialmente il suo unico interesse è lo studio, tanto da non farsi degli amici ed essere impopolare e di rimanere sempre seduto al suo banco per studiare (tanto da guadagnarsi il soprannome “Desktomu”). Chihaya e Taichi però lo convinceranno ad unirsi al club e di fargli scoprire la bellezza del gioco.
Sumire Hanano (花野 菫?, Hanano Sumire)
Doppiata da: Megumi Han
Membro del club di karuta, unitasi all'inizio del secondo anno di Chihaya. Si unisce al club al solo scopo di conquistare Taichi, finendo per rivelare per errore la cosa davanti agli altri e per questo fugge da loro. Kanade la convincerà a restare e di impegnarsi nel karuta.
Akihiro Tsukuba (筑波 秋博?, Tsukuba Akihiro)
Doppiato da: Miyu Irino
Membro del club di karuta, unitosi all'inizio del secondo anno di Chihaya. Originario dell'Hokkaidō, è un abile giocatore in una versione del karuta in cui si usa il secondo verso per giocare ed è consentito l'uso di entrambe le mani. Per questo motivo si unisce al club per imparare a giocare il karuta competitivo (che fa uso del primo verso).
Hideo Harada (原田 秀雄?, Harada Hideo)
Doppiato da: Unshō Ishizuka (st. 1-2) / Kenta Miyake (st. 3)
Presidente della Società Karuta di Shiranami. Ha insegnato a Taichi a giocare a karuta e ha seguito nel corso degli anni la sua crescita così come quella di Chihaya, dispensando loro preziosi consigli.
Taeko Miyauchi (宮内 妙子?, Miyauchi Taeko)
Doppiata da: Toshiko Fujita (st. 1-2) / Yoshino Ōtori (st. 3)
Soprannominata “l'Imperatrice”, è la consulente del club di karuta (in precedenza del club di tennis), nonché insegnante della classe di Chihaya. Inizialmente contraria all'idea del club, cambia poi idea dopo aver visto la serietà dei ragazzi.
Shinobu Wakamiya (若宮 詩暢?, Wakamiya Shinobu)
Doppiata da: Mihoko Nakamichi
Attuale Regina del karuta, la più giovane nella storia.
Yumi Yamamoto (山本 由美?, Yamamoto Yumi)
Doppiata da: Yūko Kaida
Precedente Regina del karuta. Dopo aver perso il titolo ha tentato poi nuovamente di riconquistarlo ma è stata sconfitta in finale da Shinobu.
Hisashi Suō (周防 久志?, Suō Hisashi)
Doppiato da: Hiroki Tōchi
Attuale Meijin di karuta. Ha iniziato a giocare all'università, ottenendo il titolo dopo tre anni.
Chitose Ayase (綾瀬 千歳?, Ayase Chitose)
Doppiata da: Aya Endō
Sorella maggiore di Chihaya. È una modella popolare e per questo è spesso oggetto delle attenzioni dei genitori, considerando meno Chihaya.

## Media

### Manga
Il manga è stato serializzato sulla rivista Be Love dal 28 dicembre 2007 al 1º agosto 2022. I capitoli sono stati raccolti in 50 tankōbon pubblicati dal 13 maggio 2008 al 13 dicembre 2022 per conto della Kōdansha. L'opera ha vinto la seconda edizione del Manga Taishō nel 2009, nonché il 35º Kodansha Manga Award nel 2011, e ha contribuito a incrementare la popolarità del karuta competitivo in Giappone. Il volume 22 è stato pubblicato in edizione regolare e limitata, quest'ultima contenente il DVD dell'OAV della seconda stagione dell'anime.
Kōdansha ha inoltre pubblicato una guida per il gioco di karuta il 10 novembre 2011 con ISBN 978-4-06-364879-9, mentre nel 2012 i primi tre volumi sono stati uniti in due più grandi e in edizione bilingue. A partire dal 14 febbraio 2017 ne è stata diffusa un'edizione digitale in lingua inglese. È arrivato anche in Francia da Pika Édition, in Corea del Sud da Haksan Culture Company, a Taiwan da Tong Li Publishing e in Thailandia da Bongkoch Publishing.
Chihayafuru - Il gioco di Chihaya è diventato il sedicesimo manga più venduto durante l'anno 2012, con un totale di 2 481 385 copie vendute; il 30º più venduto durante l'anno 2014, con un totale di 1 937 059 copie vendute; e l'undicesimo manga più venduto durante l'anno 2016, con un totale di 3 019 944 copie vendute.
Un sequel, intitolato Chihayafuru plus kimi ga tame, viene serializzato sempre sulla rivista Be Love dal 1º dicembre 2023. I capitoli vengono raccolti in volumi tankōbon a partire dal 12 aprile 2024. Al 13 giugno 2025 i volumi totali ammontano a 4.
In Italia la serie è stata annunciata da RW Edizioni al Napoli Comicon 2022 e viene pubblicata sotto l'etichetta Goen dal 16 dicembre 2022.

#### Volumi
| Chihayafuru - Il gioco di Chihaya (50 volumi) |                                                |                                                                                     |                  |                                                                            |
| 1                                             | 13 maggio 2008                                 | ISBN 978-4-06-319239-1                                                              | 16 dicembre 2022 | ISBN 978-88-9284-523-7 (ed. regolare) ISBN 978-88-9284-517-6 (ed. variant) |
| 1                                             | Capitoli - Capitoli 1-5                        |                                                                                     |                  |                                                                            |
| 2                                             | 12 settembre 2008                              | ISBN 978-4-06-319245-2                                                              | 30 dicembre 2022 | ISBN 978-88-9284-525-1                                                     |
| 2                                             | Capitoli - Capitoli 6-11                       |                                                                                     |                  |                                                                            |
| 3                                             | 12 dicembre 2008                               | ISBN 978-4-06-319252-0                                                              | 27 gennaio 2023  | ISBN 978-88-9284-527-5                                                     |
| 3                                             | Capitoli - Capitoli 12-17                      |                                                                                     |                  |                                                                            |
| 4                                             | 13 marzo 2009                                  | ISBN 978-4-06-319259-9                                                              | 2 febbraio 2024  | ISBN 978-88-9284-553-4                                                     |
| 4                                             | Capitoli - Capitoli 18-23                      |                                                                                     |                  |                                                                            |
| 5                                             | 12 giugno 2009                                 | ISBN 978-4-06-319266-7                                                              | 1º marzo 2024    | ISBN 978-88-9284-571-8                                                     |
| 5                                             | Capitoli - Capitoli 24-29                      |                                                                                     |                  |                                                                            |
| 6                                             | 11 settembre 2009                              | ISBN 978-4-06-319271-1                                                              | —                | ISBN 978-88-9284-573-2                                                     |
| 6                                             | Capitoli - Capitoli 30-35                      |                                                                                     |                  |                                                                            |
| 7                                             | 11 dicembre 2009                               | ISBN 978-4-06-319276-6                                                              | —                | ISBN 978-88-9284-711-8                                                     |
| 7                                             | Capitoli - Capitoli 36-41                      |                                                                                     |                  |                                                                            |
| 8                                             | 12 marzo 2010                                  | ISBN 978-4-06-319282-7                                                              | —                | —                                                                          |
| 8                                             | Capitoli - Capitoli 42-47                      |                                                                                     |                  |                                                                            |
| 9                                             | 11 giugno 2010                                 | ISBN 978-4-06-319287-2                                                              | —                | —                                                                          |
| 9                                             | Capitoli - Capitoli 48-53                      |                                                                                     |                  |                                                                            |
| 10                                            | 13 settembre 2010                              | ISBN 978-4-06-319294-0                                                              | —                | —                                                                          |
| 10                                            | Capitoli - Capitoli 54-58                      |                                                                                     |                  |                                                                            |
| 11                                            | 13 dicembre 2010                               | ISBN 978-4-06-380301-3                                                              | —                | —                                                                          |
| 11                                            | Capitoli - Capitoli 59-63                      |                                                                                     |                  |                                                                            |
| 12                                            | 11 marzo 2011                                  | ISBN 978-4-06-380309-9                                                              | —                | —                                                                          |
| 12                                            | Capitoli - Capitoli 64-68                      |                                                                                     |                  |                                                                            |
| 13                                            | 13 giugno 2011                                 | ISBN 978-4-06-380320-4                                                              | —                | —                                                                          |
| 13                                            | Capitoli - Capitoli 69-73                      |                                                                                     |                  |                                                                            |
| 14                                            | 13 settembre 2011                              | ISBN 978-4-06-380324-2                                                              | —                | —                                                                          |
| 14                                            | Capitoli - Capitoli 74-78                      |                                                                                     |                  |                                                                            |
| 15                                            | 13 dicembre 2011                               | ISBN 978-4-06-380331-0                                                              | —                | —                                                                          |
| 15                                            | Capitoli - Capitoli 79-83                      |                                                                                     |                  |                                                                            |
| 16                                            | 13 marzo 2012                                  | ISBN 978-4-06-380339-6                                                              | —                | —                                                                          |
| 16                                            | Capitoli - Capitoli 84-88                      |                                                                                     |                  |                                                                            |
| 17                                            | 13 giugno 2012                                 | ISBN 978-4-06-380349-5                                                              | —                | —                                                                          |
| 17                                            | Capitoli - Capitoli 89-93                      |                                                                                     |                  |                                                                            |
| 18                                            | 13 settembre 2012                              | ISBN 978-4-06-380359-4                                                              | —                | —                                                                          |
| 18                                            | Capitoli - Capitoli 94-98                      |                                                                                     |                  |                                                                            |
| 19                                            | 13 dicembre 2012                               | ISBN 978-4-06-380369-3                                                              | —                | —                                                                          |
| 19                                            | Capitoli - Capitoli 99-103                     |                                                                                     |                  |                                                                            |
| 20                                            | 13 marzo 2013                                  | ISBN 978-4-06-380379-2                                                              | —                | —                                                                          |
| 20                                            | Capitoli - Capitoli 104-108                    |                                                                                     |                  |                                                                            |
| 21                                            | 13 giugno 2013                                 | ISBN 978-4-06-380389-1                                                              | —                | —                                                                          |
| 21                                            | Capitoli - Capitoli 109-113                    |                                                                                     |                  |                                                                            |
| 22                                            | 13 settembre 2013                              | ISBN 978-4-06-380397-6 (ed. regolare) ISBN 978-4-06-358459-2 (ed. limitata con DVD) | —                | —                                                                          |
| 22                                            | Capitoli - Capitoli 114-118                    |                                                                                     |                  |                                                                            |
| 23                                            | 13 dicembre 2013                               | ISBN 978-4-06-380410-2                                                              | —                | —                                                                          |
| 23                                            | Capitoli - Capitoli 119-123                    |                                                                                     |                  |                                                                            |
| 24                                            | 11 aprile 2014                                 | ISBN 978-4-06-380422-5                                                              | —                | —                                                                          |
| 24                                            | Capitoli - Capitoli 124-128                    |                                                                                     |                  |                                                                            |
| 25                                            | 11 luglio 2014                                 | ISBN 978-4-06-380433-1                                                              | —                | —                                                                          |
| 25                                            | Capitoli - Capitoli 129-133                    |                                                                                     |                  |                                                                            |
| 26                                            | 10 ottobre 2014                                | ISBN 978-4-06-380442-3                                                              | —                | —                                                                          |
| 26                                            | Capitoli - Capitoli 134-138                    |                                                                                     |                  |                                                                            |
| 27                                            | 13 aprile 2015                                 | ISBN 978-4-06-380465-2                                                              | —                | —                                                                          |
| 27                                            | Capitoli - Capitoli 139-143                    |                                                                                     |                  |                                                                            |
| 28                                            | 12 agosto 2015                                 | ISBN 978-4-06-380474-4                                                              | —                | —                                                                          |
| 28                                            | Capitoli - Capitoli 144-148                    |                                                                                     |                  |                                                                            |
| 29                                            | 13 ottobre 2015                                | ISBN 978-4-06-380484-3                                                              | —                | —                                                                          |
| 29                                            | Capitoli - Capitoli 149-153                    |                                                                                     |                  |                                                                            |
| 30                                            | 13 gennaio 2016                                | ISBN 978-4-06-380491-1                                                              | —                | —                                                                          |
| 30                                            | Capitoli - Capitoli 154-158                    |                                                                                     |                  |                                                                            |
| 31                                            | 11 marzo 2016                                  | ISBN 978-4-06-380498-0                                                              | —                | —                                                                          |
| 31                                            | Capitoli - Capitoli 159-163                    |                                                                                     |                  |                                                                            |
| 32                                            | 13 luglio 2016                                 | ISBN 978-4-06-394513-3                                                              | —                | —                                                                          |
| 32                                            | Capitoli - Capitoli 164-168                    |                                                                                     |                  |                                                                            |
| 33                                            | 13 ottobre 2016                                | ISBN 978-4-06-394522-5                                                              | —                | —                                                                          |
| 33                                            | Capitoli - Capitoli 169-173                    |                                                                                     |                  |                                                                            |
| 34                                            | 13 marzo 2017                                  | ISBN 978-4-06-394535-5                                                              | —                | —                                                                          |
| 34                                            | Capitoli - Capitoli 174-178                    |                                                                                     |                  |                                                                            |
| 35                                            | 10 agosto 2017                                 | ISBN 978-4-06-394550-8                                                              | —                | —                                                                          |
| 35                                            | Capitoli - Capitoli 179-183                    |                                                                                     |                  |                                                                            |
| 36                                            | 13 novembre 2017                               | ISBN 978-4-06-510484-2 (ed. regolare) ISBN 978-4-06-510715-7 (ed. limitata)         | —                | —                                                                          |
| 36                                            | Capitoli - Capitoli 184-188                    |                                                                                     |                  |                                                                            |
| 37                                            | 13 febbraio 2018                               | ISBN 978-4-06-511004-1                                                              | —                | —                                                                          |
| 37                                            | Capitoli - Capitoli 189-193                    |                                                                                     |                  |                                                                            |
| 38                                            | 11 maggio 2018                                 | ISBN 978-4-06-511697-5                                                              | —                | —                                                                          |
| 38                                            | Capitoli - Capitoli 194-198                    |                                                                                     |                  |                                                                            |
| 39                                            | 9 agosto 2018                                  | ISBN 978-4-06-512495-6 (ed. regolare) ISBN 978-4-06-512666-0 (ed. limitata)         | —                | —                                                                          |
| 39                                            | Capitoli - Capitoli 199-203                    |                                                                                     |                  |                                                                            |
| 40                                            | 13 novembre 2018                               | ISBN 978-4-06-513925-7 (ed. regolare) ISBN 978-4-06-514136-6 (ed. limitata)         | —                | —                                                                          |
| 40                                            | Capitoli - Capitoli 204-208                    |                                                                                     |                  |                                                                            |
| 41                                            | 13 marzo 2019                                  | ISBN 978-4-06-515049-8                                                              | —                | —                                                                          |
| 41                                            | Capitoli - Capitoli 209-213                    |                                                                                     |                  |                                                                            |
| 42                                            | 12 luglio 2019                                 | ISBN 978-4-06-516668-0                                                              | —                | —                                                                          |
| 42                                            | Capitoli - Capitoli 214-217                    |                                                                                     |                  |                                                                            |
| 43                                            | 13 dicembre 2019                               | ISBN 978-4-06-518035-8                                                              | —                | —                                                                          |
| 43                                            | Capitoli - Capitoli 218-221                    |                                                                                     |                  |                                                                            |
| 44                                            | 13 maggio 2020                                 | ISBN 978-4-06-519522-2                                                              | —                | —                                                                          |
| 44                                            | Capitoli - Capitoli 222-225                    |                                                                                     |                  |                                                                            |
| 45                                            | 13 ottobre 2020                                | ISBN 978-4-06-521140-3                                                              | —                | —                                                                          |
| 45                                            | Capitoli - Capitoli 226-229                    |                                                                                     |                  |                                                                            |
| 46                                            | 12 marzo 2021                                  | ISBN 978-4-06-522560-8 (ed. regolare) ISBN 978-4-06-522851-7 (ed. limitata)         | —                | —                                                                          |
| 46                                            | Capitoli - Capitoli 230-233                    |                                                                                     |                  |                                                                            |
| 47                                            | 12 agosto 2021                                 | ISBN 978-4-06-524543-9                                                              | —                | —                                                                          |
| 47                                            | Capitoli - Capitoli 234-237                    |                                                                                     |                  |                                                                            |
| 48                                            | 10 febbraio 2022                               | ISBN 978-4-06-526797-4                                                              | —                | —                                                                          |
| 48                                            | Capitoli - Capitoli 238-241                    |                                                                                     |                  |                                                                            |
| 49                                            | 13 luglio 2022                                 | ISBN 978-4-06-528488-9                                                              | —                | —                                                                          |
| 49                                            | Capitoli - Capitoli 242-245                    |                                                                                     |                  |                                                                            |
| 50                                            | 13 dicembre 2022                               | ISBN 978-4-06-530206-4 (ed. regolare) ISBN 978-4-06-530738-0 (ed. limitata)         | —                | —                                                                          |
| 50                                            | Capitoli - Capitoli 246-247 - Storia parallela |                                                                                     |                  |                                                                            |
| Chihayafuru plus kimi ga tame (4+ volumi)     |                                                |                                                                                     |                  |                                                                            |
| 1                                             | 12 aprile 2024                                 | ISBN 978-4-06-535322-6                                                              | —                | —                                                                          |
| 1                                             | Capitoli - Capitoli 1-3                        |                                                                                     |                  |                                                                            |
| 2                                             | 9 agosto 2024                                  | ISBN 978-4-06-536624-0                                                              | —                | —                                                                          |
| 2                                             | Capitoli - Capitoli 4-6                        |                                                                                     |                  |                                                                            |
| 3                                             | 13 dicembre 2024                               | ISBN 978-4-06-537806-9                                                              | —                | —                                                                          |
| 3                                             | Capitoli - Capitoli 7-9                        |                                                                                     |                  |                                                                            |
| 4                                             | 13 giugno 2025                                 | ISBN 978-4-06-539784-8                                                              | —                | —                                                                          |
| 4                                             | Capitoli - Capitoli 10-13                      |                                                                                     |                  |                                                                            |

### Anime
L'anime, prodotto da Madhouse, è composto da tre stagioni andate in onda su NTV e ytv; la prima dal 4 ottobre 2011 al 27 marzo 2012, la seconda dall'11 gennaio al 28 giugno 2013 e la terza dal 22 ottobre 2019 (inizialmente prevista per aprile) al 24 marzo 2020. Soltanto la terza stagione è stata diffusa sottotitolata in lingua italiana, da Crunchyroll.
La serie è diretta da Morio Asaka con la supervisione dei testi di Naoya Takayama per la prima stagione, Yūko Kakihara per la seconda e la terza e Ayako Katō per la seconda; il design dei personaggi invece è di Kunihiko Hamada, il direttore artistico è Tomoyuki Shimizu, quello fotografico è Kenji Fujita, il supervisore dei colori è Ken Hashimoto, il direttore CG è Tsukasa Saito, la musica è composta da Kōsuke Yamashita, e il direttore sonoro è Masafumi Mima. Le sigle della prima stagione sono rispettivamente YOUTHFUL dei 99RadioService (apertura) e Soshite ima (そしていま?) di Asami Setō (chiusura). Le sigle della seconda stagione invece sono STAR dei 99RadioService (apertura) e Akane sora (茜空?) di Asami Setō (chiusura). Infine le sigle della terza stagione sono COLORFUL sempre dei 99RadioService (apertura) e Hitomebore (一目惚れ?) dei Band Harassment (chiusura).
Tutte le stagioni sono state raccolte in DVD e Blu-ray, a partire dal 21 dicembre 2011 al 22 agosto 2012 con la prima stagione, dal 22 maggio al 18 settembre 2013 con la seconda stagione e dal 25 dicembre 2019 al 25 marzo 2020 con la terza stagione. Il 26º episodio della seconda stagione non è stato trasmesso in TV, ma pubblicato in DVD il 13 settembre 2013 sotto forma di OAV insieme all'edizione limitata del 22º volume del manga.

#### Episodi
I titoli italiani degli episodi delle prime due stagioni sono traduzioni non ufficiali, mentre quelli della terza stagione sono i titoli utilizzati da Crunchyroll.
| Nº                             | Titolo italiano (traduzione letterale) Giapponese 「Kanji」 - Rōmaji                                                                                             | In onda                 | In onda |
| Nº                             | Titolo italiano (traduzione letterale) Giapponese 「Kanji」 - Rōmaji                                                                                             | Giapponese              |         |
| Chihayafuru (25 episodi)       | |                         |         |
| 1                              | Ora sboccia il fiore 「さくやこのはな」 - Saku ya Kono Hana | 4 ottobre 2011          |         |
| 2                              | Non rinuncerò 「からくれなゐに」 - Karakurenai ni | 11 ottobre 2011         |         |
| 3                              | Dal bianco cristallo di neve 「ふれるしらゆき」 - Fureru Shirayuki                                                                                               | 18 ottobre 2011         |         |
| 4                              | Discende un turbinio di petali 「しつこころなくはなのちるらむ」 - Shizukokoro Naku Hana no Chiru ramu                                                            | 25 ottobre 2011         |         |
| 5                              | La vista della Luna di Mezzanotte 「よはのつきかな」 - Yowa no Tsuki Kana                                                                                        | 1º novembre 2011        |         |
| 6                              | Ora fiorisci all'interno del palazzo imperiale 「けふここのへににほひぬるかな」 - Kyō Kokonoe ni Nioi nuru kana                                                  | 8 novembre 2011         |         |
| 7                              | Se non fosse per l'arrivo dell'autunno 「ひとこそみえねあきはきにけり」 - Hito koso Mie ne Aki wa Ki ni keri                                                     | 15 novembre 2011        |         |
| 8                              | I suoni della cascata 「たえてひさしくなりぬれど」 - Taete Hisashiku Nari nure do                                                                                | 22 novembre 2011        |         |
| 9                              | Non posso arrendermi 「しのぶれど」 - Shinobure do | 29 novembre 2011        |         |
| 10                             | Scambio di saluti e addii 「ゆくもかへるもわかれては」 - Yuku mo Kaeru mo Wakarete wa                                                                            | 5 dicembre 2011         |         |
| 11                             | Il cielo è la strada di casa 「あまつかぜ」 - Amatsukaze | 12 dicembre 2011        |         |
| 12                             | Rendono ardenti questi campi proibiti 「むらさきのゆきしめのゆき」 - Murasakino Yuki Shimeno Yuki                                                                | 19 dicembre 2011        |         |
| 13                             | Per te 「きみがため」 - Kimi ga Tame | 3 gennaio 2012          |         |
| 14                             | Perché non c'è nessun altro 「はなよりほかにしるひともなし」 - Hana yori Hoka ni Shiru Hito mo Nashi                                                             | 10 gennaio 2012         |         |
| 15                             | Come se le perle fossero state infilate dall'altra parte della pianura autunnale 「つらぬきとめぬたまそちりける」 - Tsuranukitome nu Tama zo Chiri keru          | 17 gennaio 2012         |         |
| 16                             | Le Foglie Autunnali del Monte Ogura 「をぐらやま」 - Ogura Yama                                                                                                  | 24 gennaio 2012         |         |
| 17                             | Il mondo non offre vie di scampo 「みちこそなけれ」 - Michi koso Nakere                                                                                          | 31 gennaio 2012         |         |
| 18                             | I fiori del pruno hanno ancora lo stesso odore 「はなぞむかしのかににほひける」 - Hana zo Mukashi no Ka ni Nioi keru                                             | 7 febbraio 2012         |         |
| 19                             | Col passare degli anni 「ながらへば」 - Nagarae ba | 14 febbraio 2012        |         |
| 20                             | Le creste delle onde sembrano quasi delle nuvole nel cielo 「くもゐにまがふおきつしらなみ」 - Kumoi ni Magō Oki tsu Shiranami                                    | 21 febbraio 2012        |         |
| 21                             | Mentre la neve cade sulle mie maniche 「わがころもでにゆきはふりつつ」 - Waga Koromode ni Yuki wa Furi tsutsu                                                    | 28 febbraio 2012        |         |
| 22                             | Nello stesso modo in cui svanì la mia bellezza 「うつりにけりないたづらに」 - Utsuri ni keri na Itadura ni                                                       | 6 marzo 2012            |         |
| 23                             | La notte è quasi terminata 「しろきをみればよぞふけにける」 - Shiroki o Mire ba Yo zo Fuke ni keru                                                               | 13 marzo 2012           |         |
| 24                             | Nessuno desidera vedere la fioritura dei ciliegi 「をのへのさくらさきにけり」 - Onoe no Sakura Saki ni keri                                                      | 20 marzo 2012           |         |
| 25                             | Chiaro di luna, terso e luminoso 「もれいづるつきのかげのさやけさ」 - Moreizuru Tsuki no Kage no Sayakesa                                                        | 27 marzo 2012           |         |
| Chihayafuru 2 (25 + 1 episodi) | |                         |         |
| 1                              | Il colore del fiore svanisce 「はなのいろは」 - Hana no Iro wa                                                                                                   | 11 gennaio 2013         |         |
| 2                              | Il nostro corteggiamento che abbiamo cercato di nascondere 「こひすてふ」 - Koisutefu                                                                            | 18 gennaio 2013         |         |
| 3                              | Dalla cima del Monte Tsukuba 「つくばねの」 - Tsukubane no | 25 gennaio 2013         |         |
| 4                              | Mi metto in cammino per il mio viaggio 「ひとにはつげよ あまのつりぶね」 - Hito ni wa Tsugeyo Ama no Tsuribune                                                   | 1º febbraio 2013        |         |
| 5                              | Rimpiango il mio antico palazzo, anche se con le grondaie marce, i rampicanti sopra il tetto 「なほあまりある むかしなりけり」 - Nao Amari Aru Mukashi Nari Keri | 8 febbraio 2013         |         |
| 6                              | Le foglie strappate dal vento trasformano il fiume Tatsuta in un ricco broccato 「たつたのかはの にしきなりけり」 - Tatsuta no Kawa no Nishiki Nari Keri         | 15 febbraio 2013        |         |
| 7                              | Tutti i tipi di uomini che vanno e vengono, s'incontrano alla barriera sul colle Osaka 「しるもしらぬも あふさかのせき」 - Shiru mo Shiranu mo Ōsaka no Seki     | 22 febbraio 2013        |         |
| 8                              | Mi sembra di vedere la luna che sorgeva sul monte Misaka 「みかさのやまに いでしつきかも」 - Mikasa no Yama ni Ideshi Tsukikamo                                  | 1º marzo 2013           |         |
| 9                              | Oltre la vastità del mare 「わたのはら」 - Wata no Hara | 8 marzo 2013            |         |
| 10                             | Le gocce di un leggero acquazzone 「むらさめの」 - Murasame no                                                                                                   | 15 marzo 2013           |         |
| 11                             | L'amore che provo per lei arde come l'Artemisia di Ibuki 「さしもしらじな もゆるおもひを」 - Sa shi mo Shiraji na Moyuru Omoi o                                  | 22 marzo 2013           |         |
| 12                             | Il rumore dei fedeli che si lavano al santuario; tutto sembra un perfetto sogno d'estate 「みそぎぞなつの しるしなりける」 - Misogizo Natsu no Shiru Shinarikeru | 29 marzo 2013           |         |
| 13                             | Mentre vaghiamo sulla scogliera, niente ci osserva, nessuno penserebbe che siamo qui 「ゆめのかよひざ ひとめよくらむ」 - Yume no Kayohiza Hitome Yokuramu        | 5 aprile 2013           |         |
| 14                             | Sebbene io cerchi di nascondere le mie guance rosse, dico a tutti che sono innamorata 「ものやおもふと ひとのとふまで」 - Mono Yaomofuto Hito no Tofumade        | 12 aprile 2013          |         |
| 15                             | Mentre percorro la strada che porta sulla costa, a Tago 「たごのうらに」 - Tago no Ura ni                                                                        | 19 aprile 2013          |         |
| 16                             | Aspettando il ritorno dell'Imperatore 「みゆきまたなむ」 - Miyu Kimatanamu                                                                                       | 26 aprile 2013          |         |
| 17                             | È per via del suo soffio 「ふくからに」 - Fukukara ni | 3 maggio 2013           |         |
| 18                             | Se potermi ricordare sarà troppo difficile 「わすれじの」 - Wasureji no                                                                                          | 10 maggio 2013          |         |
| 19                             | Con il timone in avaria come posso raggiungere il porto che desiderano? 「ゆくへもしらぬ こひのみちかな」 - Yuku e Moshiranu Kohi no Michi kana                  | 17 maggio 2013          |         |
| 20                             | Sotto il tetto di paglia di questo capanno, ho cercato riparo in questa giornata autunnale 「あきのたの」 - Aki no Ta no                                         | 24 maggio 2013          |         |
| 21                             | Anche se è parecchio che è cessato il flusso, tendendo l'orecchio ai ricordi, il dolce suono 「なこそながれて なほきこえけれ」 - Nakoso Nagarete Naho Kikoekere  | 30 maggio 2013          |         |
| 22                             | Benvenuto per sempre 「めぐりあひて」 - Meguri Ahite | 7 giugno 2013           |         |
| 23                             | I ciliegi sono in fiore all'altezza di Takasago 「そのへのさくらさきにけり」 - Sono e no Sakura Sakinikeri                                                       | 14 giugno 2013          |         |
| 24                             | Quando devo nascondere 「かくとだに」 - Kakutoda ni | 21 giugno 2013          |         |
| 25                             | Vedo la splendente vetta del Monte Fuji, attraverso i fiocchi di neve che cadono 「ふじのたかねにゆきはふりつつ」 - Fuji no Takane ni yuki wa furitsutsu         | 28 giugno 2013          |         |
| OAV                            | Durante i miei ultimi anni in questo mondo 「わがみよにふるながめせしまに」 - Waga Miyo ni furu nagame se shima ni                                               | 13 settembre 2013 (DVD) |         |
| Chihayafuru 3 (24 episodi)     | |                         |         |
| 1                              | La notte d'estate 「なつのよは」 - Natsu no Yo wa | 22 ottobre 2019         |         |
| 2                              | Al primo albore, quasi chiarore di luna 「あさぼらけありあけのつきと」 - Asaborake Ariake no Tsuki to                                                            | 29 ottobre 2019         |         |
| 3                              | Il paese di Yoshino 「よしののさとに」 - Yoshino no Sato ni | 29 ottobre 2019         |         |
| 4                              | Sulla montagna lontana 「たかさごの」 - Takasago no | 5 novembre 2019         |         |
| 5                              | Sul divino monte Kagu 「あまのかぐやま」 - Ama no Kagu Yama | 5 novembre 2019         |         |
| 6                              | In un ricco broccato 「にしきなりけり」 - Nishiki Narikeri | 12 novembre 2019        |         |
| 7                              | Infuria la tempesta 「あらしふく」 - Arashi Fuku | 19 novembre 2019        |         |
| 8                              | È proprio questo il luogo 「これやこの」 - Kore ya kono | 26 novembre 2019        |         |
| 9                              | Preoccupato di quello che fu 「くだけてものをおもふころかな」 - Kudakete mono wo omofu koro ka na                                                                | 3 dicembre 2019         |         |
| 10                             | Pianta rampicante 「さねかづら」 - Sane kazura | 10 dicembre 2019        |         |
| 11                             | Sale la nebbia. Serata d'autunno 「きりたちのぼる あきのゆふぐれ」 - Kiri tachinoboru Aki no yūgure                                                              | 17 dicembre 2019        |         |
| 12                             | Non sono i fiori spinti dal vento di tempesta a cadere come neve nel giardino 「はなさそふあらしのにはのゆきならで」 - Hana sasou arashi no niwa no yuki nara de | 24 dicembre 2019        |         |
| 13                             | Ad appassire e invecchiare qui sono io. 「ふりゆくものはわがみなりけり」 - Furiyukumono wa wagami narikeri                                                       | 7 gennaio 2020          |         |
| 14                             | Ho incontrato il mio amore 「あひみての」 - Ahimite no | 14 gennaio 2020         |         |
| 15                             | Foglie autunnali che fluttuanti indugiano 「ながれもあへぬ もみぢなりけり」 - Nagare mo ahenu Momiji narikeri                                                    | 21 gennaio 2020         |         |
| 15.5                           | Aspetterebbero senza fine 「いまひとたびの」 - Ima hito tabi no                                                                                                  | 28 gennaio 2020         |         |
| 16                             | Non ho avuto tempo di preparare alcuna offerta e dunque sul monte Tamuke 「めさもとりあへずたむけやま」 - Mesa mo tori ahezu Tamuke yama                         | 28 gennaio 2020         |         |
| 17                             | Sulle mie maniche la rugiada penetra senza sosta 「わがころもではつゆにぬれつつ」 - Waga koro mo de wa tsuyu ni nuretsutsu                                       | 4 febbraio 2020         |         |
| 18                             | Presto morirò 「あらざらむ」 - Arazaramu | 11 febbraio 2020        |         |
| 19                             | Finché la mia vita non avrà fine 「みをつくしてや」 - Mi wo tsukushite ya                                                                                        | 18 febbraio 2020        |         |
| 20                             | Se il tuo nome è vero 「なにしおはば」 - Nanishiohaba | 25 febbraio 2020        |         |
| 21                             | Per alcuni uomini mi addoloro 「ひともをし」 - Hito mo wo shi | 3 marzo 2020            |         |
| 22                             | Vedevo passare i giorni di pioggia ostinata 「ながめせしまに」 - Nagame seshi ma ni                                                                              | 10 marzo 2020           |         |
| 23                             | Come il barcaiolo senza il timone 「わたるふなびとかぢをたえ」 - Wataru funabito kadji wo tae                                                                    | 17 marzo 2020           |         |
| 24                             | Così come le onde spinte dal vento 「かぜをいたみ」 - Kaze wo itami                                                                                              | 24 marzo 2020           |         |

### Light novel
Tra settembre 2012 e dicembre 2013 è stata pubblicata da Kōdansha una light novel dal titolo Chihayafuru: Chūgakusei-hen (ちはやふる 中学生編?), ambientata precedentemente la serie originale, durante gli anni delle scuole medie dei protagonisti. Composta da quattro volumi sotto l'etichetta KC Deluxe, è scritta da Yui Tokiumi con Yuki Suetsugu in qualità di illustratrice.

#### Volumi
| Nº | Data di prima pubblicazione | Data di prima pubblicazione | Data di prima pubblicazione |
| Nº | Giapponese                  | Giapponese                  |                             |
| -- | --------------------------- | --------------------------- | --------------------------- |
| 1  | 13 settembre 2012           | ISBN 978-4-06-376698-1      |                             |
| 2  | 13 dicembre 2012            | ISBN 978-4-06-376751-3      |                             |
| 3  | 13 settembre 2013           | ISBN 978-4-06-376888-6      |                             |
| 4  | 13 dicembre 2013            | ISBN 978-4-06-376918-0      |                             |

### Film live action
Tra il 2016 e 2018 è stata distribuita nei cinema nipponici una trilogia di film live action diretta e sceneggiata da Norihiro Koizumi: Chihayafuru Part 1 il 19 marzo 2016, Chihayafuru Part 2 il 29 aprile 2016 e Chihayafuru Part 3 il 17 marzo 2018. Tutti e tre sono stati adattati in versione cartacea a cura di Yui Tokiumi e Norihiro Koizumi con Yuki Suetsugu in qualità di illustratrice; la prima e la seconda parte sono state pubblicate l'11 marzo 2016 con rispettivamente ISBN 978-4-06-377394-1 e ISBN 978-4-06-377395-8, mentre la terza il 13 febbraio 2018 con ISBN 978-4-06-393312-3.
La colonna sonora è di Masaru Yokoyama, mentre le sigle, FLASH per i primi due film e Mugen mirai (無限未来?) per il terzo, sono del trio Perfume.
Il primo film ha raggiunto un incasso pari a 1.630 milioni di yen, il secondo pari a 1.220 milioni di yen, mentre il terzo e ultimo film pari a 1.730 milioni di yen. Inoltre il primo film è stato candidato nella categoria "miglior immagine" alla 41ª edizione dei Hochi Film Award.

### Cast
- Chihaya Ayase: Suzu Hirose
- Taichi Mashima: Shūhei Nomura
- Arata Wataya: Mackenyu
- Kanade Ōe: Mone Kamishiraishi
- Yūsei Nishida: Yūma Yamoto
- Tsutomu Komano: Yūki Morinaga
- Akihito Sudō: Hiroya Shimizu
- Shinobu Wakamiya: Mayu Matsuoka
- Taeko Miyauchi: Miyuki Matsuda
- Hideo Harada: Jun Kunimura
- Hiro Kinashi: Ryōtarō Sakaguchi
- Chitose Ayase: Alice Hirose
- Hajime Wataya: Masane Tsukayama
- Sumire Hanano: Mio Yūki
- Iori Wagatsuma: Kaya Kiyohara
- Akihiro Tsukuba: Hayato Sano
- Hisashi Suō: Kento Kaku